# Andy Wallace (produttore)
Andy Wallace (1947) è un produttore discografico statunitense.

## Biografia
Andy Wallace ha alle spalle numerosi successi in ambito discografico, che cominciano nel 1986 con la collaborazione con gli Aerosmith e i Run-DMC per Walk This Way. A seguito del successo improvviso del brano, Wallace incomincia a collaborare con Feeder, Sum 41, The Cult, Slayer, Prince, Bruce Springsteen, Sepultura, Nirvana, The Misfits, White Zombie, Jeff Buckley, Faith No More, Rollins Band, Rush, Alice Cooper, Bernard Butler, Bad Religion, Sonic Youth, L7, Guns N' Roses, Rage Against the Machine, Front 242, Alabama 3, Linkin Park, Trapt, Foo Fighters, Silverchair, At the Drive-In, Staind, Sevendust, Blind Melon, System of a Down, Phish, Skunk Anansie, A Perfect Circle, Limp Bizkit, Disturbed, Paul McCartney, The Cribs, Atreyu, Avenged Sevenfold, Dream Theater e molti altri.
Nel 1999 Wallace ha condiviso un Grammy Award per "The Best Engineered Album, Non - Classical" con Tchad Blake e Trina Shoemaker, e per l'album di Sheryl Crow, The Globe Sessions. A partire dagli anni duemila si dedica prevalentemente all'attività di tecnico del suono.

## Discografia parziale
p – prodotto, m – missaggio, i – ingegnerizzato
- Run DMC − Raising Hell (1986) i/m
- Slayer − Reign in Blood (1986) i/m
- The Cult − Electric (1987) i/m
- Slayer − South of Heaven (1988) i/m
- The Front − The Front (1989) p/e/m
- New Model Army − Thunder and Consolation (1989) m
- Slayer − Seasons in the Abyss (1990) p/m
- Sepultura − Arise (1991) m
- Nirvana − Nevermind (1991) m
- The Rollins Band − The End of Silence (1992) p
- L7 − Bricks Are Heavy (1992) m
- White Zombie − La Sexorcisto (1992) p/e/m
- Sonic Youth − Dirty (1992) m
- Helmet − Meantime (1992) m
- Rage Against the Machine − Rage Against the Machine (1992) m
- Ned's Atomic Dustbin − Are You Normal? (1992) p/e/m
- Nirvana − Hormoaning (1992)
- Galactic Cowboys − Space in Your Face (1993) m
- Sepultura − Chaos A.D. (1993) p/m
- Toadies − Rubberneck (1994) m
- Bad Religion − Stranger than Fiction (1994) p
- Jeff Buckley − Grace (1994) p/e/m
- Shudder to Think − Pony Express Record (1994) m
- Faith No More − King for a Day... Fool for a Lifetime (1995) p/m
- Blind Melon − Soup (1995) p
- Rancid − ...And Out Come the Wolves (1995) m
- Seaweed − Spanaway (1995) m
- Front 242 − 06:21:03:11 Up Evil m
- Sepultura − Roots (1996) m
- Nirvana − From the Muddy Banks of the Wishkah (1996) m
- Rage Against the Machine − Evil Empire (1996) m
- Silverchair − Freak Show (1997) m
- Misfits − American Psycho (1997) m
- Soulfly − Soulfly (1998) m
- Phish − The Story of the Ghost (1998) p/m
- Bernard Butler − Friends and Lovers (1999) m
- Atari Teenage Riot − 60 Second Wipeout (1999) m
- Feeder − Yesterday Went Too Soon (1999) m
- Foo Fighters − There Is Nothing Left to Lose (1999) m
- Sevendust − Home (1999) m
- Skunk Anansie − Post Orgasmic Chill (1999) p/m
- Linkin Park − Hybrid Theory (2000) m
- Limp Bizkit − Chocolate Starfish and the Hot Dog Flavored Water (2000) m
- Toadies − Hell Below/Stars Above (2000) m
- At the Drive-In − Relationship of Command (2000) m
- System of a Down − Toxicity (2001) m
- Slipknot − Iowa (2001) m
- Stereophonics − Just Enough Education to Perform (2001) m
- Natalie Imbruglia − White Lilies Island (2001) m
- Oleander − Unwind (2001) m
- Fenix TX − Lechuza (2001) m
- Puddle of Mudd − Come Clean (2002) m
- System of a Down − Steal This Album! (2002) m
- Chevelle − Wonder What's Next (2002) m
- Korn − Untouchables (2002) m
- The Distillers − Coral Fang (2003) m
- Linkin Park − Meteora (2003) m
- A Perfect Circle − Thirteenth Step (2003) m
- blink-182 − blink-182 (2003) m (4, 5, 8, 11)
- Sum 41 − Chuck (2004) m (1, 4, 7-11, 13)
- Patti Smith − Trampin' (2004) i
- Rise Against − Siren Song of the Counter Culture (2004) m
- System of a Down − Mezmerize (2005) m
- Avenged Sevenfold − City of Evil (2005) m
- Coheed and Cambria − Good Apollo, I'm Burning Star IV, Volume One: From Fear Through the Eyes of Madness (2005) m
- System of a Down − Hypnotize (2005) m
- Dashboard Confessional − Dusk and Summer (2006) m
- Kasabian − Empire (2006) m
- Elefant − The Black Magic Show (2006) m
- From First to Last − Heroine (2006) m
- Relient K − Forget and Not Slow Down (2009) m
- Biffy Clyro − Puzzle (2007) m
- Good Charlotte − Good Morning Revival (2007) i/m
- Avenged Sevenfold − Avenged Sevenfold (2007) m
- Paul McCartney − Memory Almost Full (2007) m
- Atreyu − Lead Sails Paper Anchor (2007) m
- The Cribs − Men's Needs, Women's Needs, Whatever (2007) m
- Kelly Clarkson − My December (2007) m
- Airbourne − Runnin' Wild (2007) m
- Shiny Toy Guns − Season of Poison (2008) m
- Kaiser Chiefs − Off with Their Heads (2008) m
- Guns N' Roses − Chinese Democracy (2008) m
- Coldplay − Viva la vida or Death and All His Friends (2008) m
- Coldplay − Prospket's March (2008) m
- Plain White T's − Big Bad World (2008) m
- Gallows − Grey Britain (2009) m
- Biffy Clyro − Only Revolutions (2009) m
- Kashmir − Trespassers (2010) p
- Avenged Sevenfold − Nightmare (2010) m
- Portugal. The Man − In the Mountain, In the Cloud (2011) m
- Dream Theater − A Dramatic Turn of Events (2011) m
- X Japan − Jade (2011) m
- blink-182 − Neighborhoods (2011) m (2)
- Linkin Park − The Hunting Party (2014) m
- Avenged Sevenfold − The Stage (2016) m
- Gojira − Fortitude (2021) m